# Wolfgang Stumph
Pour les articles homonymes, voir Stumph.
Wolfgang Stumph, né le 31 janvier 1946 à Radków en Pologne, est un acteur et artiste de cabaret allemand.

## Filmographie partielle

### À la télévision
- 2008 : Un rêve évanoui (Im Meer der Lügen) de Jörg Grünler, téléfilm en deux parties

### Au cinéma
- 1991 : Go Trabi Go : Udo Struutz
- 1992 : Ein Fall für TKKG: Drachenauge : Kommissar Glockner
- 1992 : Das war der wilde Osten : Udo Struutz
- 1999 : Bis zum Horizont und weiter (To the Horizon and Beyond) : Henning Stahnke
- 2002 : Heimatfilm!
- 2004 : Derrick - Die Pflicht ruft! (Derrick - Duty Calls!) : Dr. Zark (voix)
- 2007 : Keinohrhasen (Rabbit Without Ears) : Fieser Taxifahrer
- 2009 : Salami Aleikum : Vater Bergheim
- 2011 : La Vallée tranquille (Stilles Tal) : Thomas Stille
- 2014 : Dessau Dancers : Meinhardt
- 2015 : Aber bitte auf Indisch : Manfred